# Кармель

Кармель на карте Галилеи

Ка́рмель, также Карме́л, Карме́ль, Карми́л (ивр. הכַּרְמֶל‎ Ха-Карме́ль) — горный массив на северо-западе Израиля. Часто упоминается как гора Кармель или как горный хребет Кармель, в русской Библии названа горой Кармил. С запада хребет ограничен Средиземным морем, с севера — Хайфским заливом и долиной Звулун. На юге и востоке хребет понемногу понижается, переходя в холмы в районе городов Биньямина на юге и Йокнеама на востоке (примерно 25 километров в каждую сторону). Впрочем, на востоке холмы быстро снова превращаются в горы, окружающие долину реки Иордан.
Наименование горы, возможно, происходит от др.-евр. כרם‬ (керем), со значением «виноградник». Высшая точка находится между городом Хайфа и друзским поселением Исфия к юго-востоку от Хайфы, в этом месте высота хребта Кармель составляет 546 метров над уровнем моря. На этой вершине возведена телебашня Хайфы. На соседней вершине расположен кампус Хайфского университета.
Среднегодовая температура на Кармеле — плюс 19 °C. Примерное количество осадков — 600 мм в год, в отдельных местах — до 900 мм. Раз в несколько зим на вершинах гор выпадает снег (например зимой 2005/2006 года), но он крайне тонок и редко держится более нескольких часов.

## Географические особенности и геологическое строение
Внешне хребет Кармель напоминает гигантский утюг, направленный на северо-запад. «Нос» «утюга» врезается в Средиземное море, образуя с севера Хайфский залив. Вся северо-западная часть хребта находится в городской черте Хайфы. Утёсы подходят очень близко к воде, обрываясь вниз крутым склоном, поросшим хвойно-лиственным лесом. В самом узком месте скалистое основание утёса отделяет от вод Средиземного моря не более нескольких десятков метров. Этот промежуток занят железной дорогой Хайфа — Тель-Авив и четырёхполосной улицей Хагана, которая переходит затем в 4-е междугородное шоссе Хайфа — Тель-Авив.
Происхождение хребта Кармель — вулканическое, однако ни сколько-нибудь значительного вулканического кратера, ни больших базальтовых массивов, образующихся вследствие извержений, на хребте нет. Можно сказать, что гора Кармель — несостоявшийся вулкан: давление магмы заставило подняться скалистое основание, образовав горный хребет, однако сама магма на поверхность не прорывалась.
Горообразовательная деятельность в районе Хайфы давно прекратилась, и небольшие землетрясения, сотрясающие Хайфу раз в три-четыре года, связаны исключительно с проходящим менее чем в сотне километров центральным каналом Сирийско-Африканского тектонического разлома, являющегося частью Восточно-Африканской рифтовой зоны. Бо́льшая часть материала, составляющего гору Кармель, — это осадочные породы, известняк и мел, следы простиравшегося когда-то над этой местностью моря Тетис. Мягкость этих материалов объясняет существование в горе Кармель множества больших и маленьких пещер.

## Исторические находки на территории хребта Кармель
Пещеры горы Кармель издавна использовались людьми для жилья. На западном склоне горы Кармель, в окрестностях города Зихрон-Яаков, в пещерах Табун и Схул в 1929—1934 годах были найдены костные остатки людей вместе с каменными орудиями леваллуазского типа и костями ископаемых животных.

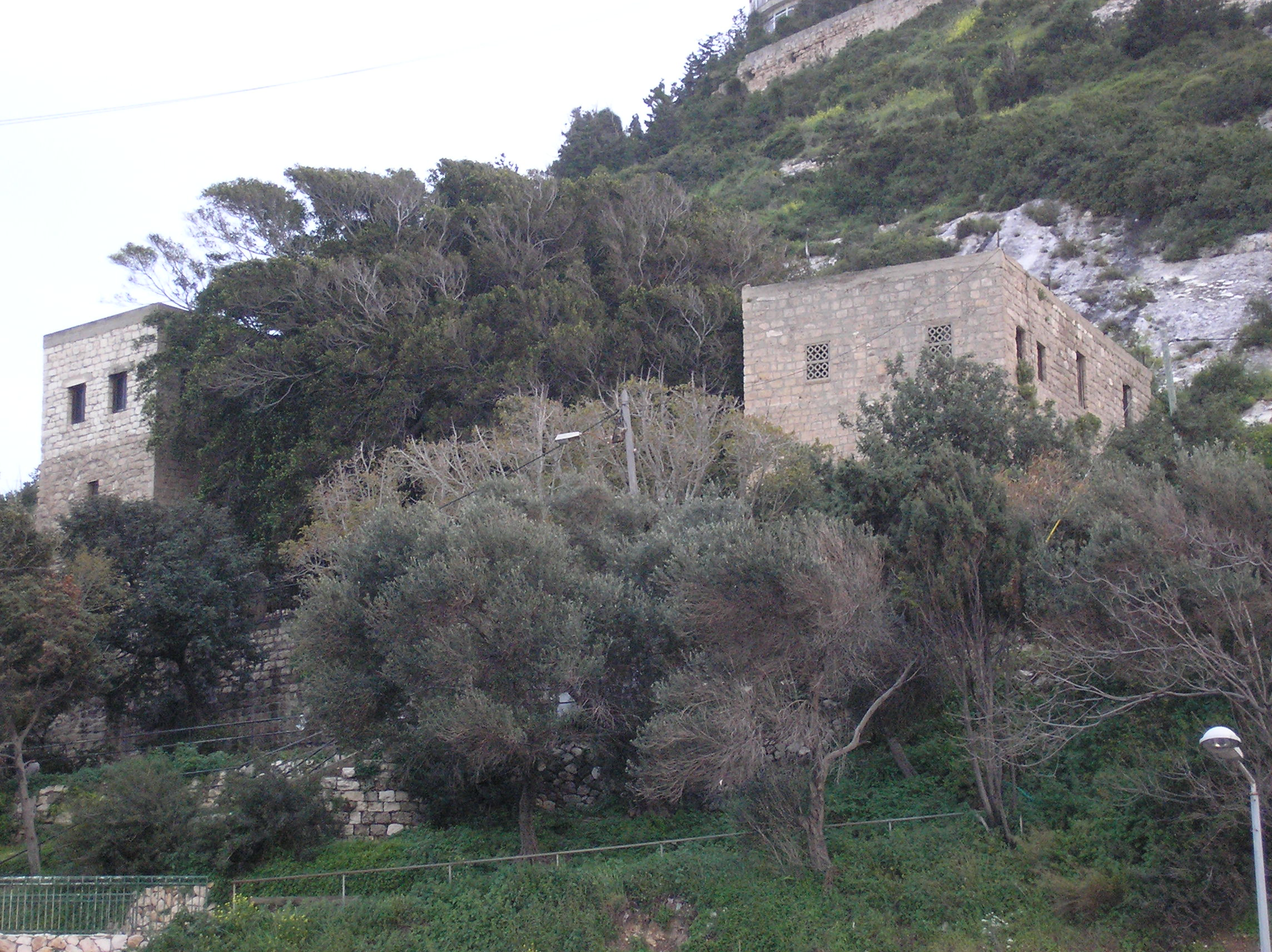
Пещера Илии-пророка в Хайфе

Кости Homo sapiens из пещеры Мислия (Misliya Cave) датируются возрастом 194—177 тыс. лет назад.
В пещере Табун обнаружен почти полный скелет женщины неандертальского типа и нижняя челюсть мужского черепа с отчётливым подбородочным выступом. В пещере Схул открыты кости десяти скелетов разной сохранности (характеризуются большими индивидуальными различиями и сочетанием неандертальских и современных особенностей в строении черепа и др. частей скелета). Находки относятся к периоду 45—40 тыс. лет тому назад. Одни учёные считают, что население пещер Кармеля — результат смешения людей неандертальского и современного типа; другие видят в них эволюционный переход от древних людей к новым. Это открытие позволило выделить новый подвид предков человека, который, правда, не всеми учёными признаётся.
Другие открытия, сделанные на основании находок на горе Кармель, заставили пересмотреть некоторые предположения относительно неандертальцев. В пещере Кебара на горе Кармель был найден скелет неандертальца, жившего 60 тысяч лет назад, у которого полностью сохранилась подъязычная кость, совершенно идентичная кости современного человека. Так как от подъязычной кости зависит способность говорить, то учёные были вынуждены признать, что неандерталец из Кебары мог обладать этой способностью.
Кроме того, учёными были обнаружены фрагменты первых украшений, сделанных из просверленных раковин. Две такие бусины, датируемые 100 тыс. лет до н. э., нашли при раскопках в пещеры Схул.
На северной оконечности горы Кармель в пещере Геула (Geula Cave) найдены три фрагмента костей человека, идентифицированные как архаичные Homo sapiens, раскопки дали одну радиоуглеродную дату 45 тыс. лет назад. В 2016 году при проведении спасательных раскопок было обнаружено большое количество фаунистических останков, мустьерских кремнёвых артефактов и два человеческих зуба. Оптически стимулируемое люминесцентное датирование (OSL) позволило установить возраст человеческой оккупации в пещере Геула до 100 тыс. лет назад.
В образцах отложений из пещеры Сефуним не удалось обнаружить следов древней человеческой мтДНК, но удалось выявить фаунистическую мтДНК из четырёх образцов. Два положительных образца были взяты из мустьерского горизонта (AH VII) — они относятся к митохондриальным геномам оленевых (Cervidae) и гиен (Hyaenidae). Третий образец, содержащий фрагменты мтДНК Cervidae, был получен из горизонта, охватывающего переход от среднего к верхнему палеолиту (AH VI). Текущие оценки для этих двух горизонтов помещают их между 45 и 70 тыс. лет назад. Четвёртый и самый богатый образец, содержащий фрагменты мтДНК Cervidae, происходит из горизонта, характеризующегося левантийскими ориньякскими артефактами (AH V), датированными радиоуглеродным методом возрастом от 40 до 30 тыс. лет назад. Один геном принадлежал благородному оленю (Cervus elaphus), другой, из самого древнего культурного слоя, — пятнистой гиене (Crocuta crocuta). Бусина из раковины моллюска Columbella rustica датируется возрастом 26-27 тыс. лет.

## Кармель в Библии
В пещерах Кармеля скрывался когда-то пророк Илия (Элияху). Сейчас Пещера Ильи-пророка, в которой, по преданию, он жил, является религиозным центром поклонения иудеев и христиан. Эта пещера находится в городской черте Хайфы, практически прямо под туристической канатной дорогой к монастырю кармелитов «Стелла Марис», у подножия горы. На вершине горы пророк молил Бога о прекращении трёхлетней засухи.
Место, в котором Илия-пророк победил жрецов Ваала (эта история описана в 18-й главе Третьей книги Царств), называется «Мухрака» — что на арабском означает «Огненное место». Мухрака находится в северо-восточной части горы Кармель, оттуда открывается вид на всю долину Изреэль. Мухрака расположена на высоте 482 м, в 27 км от Хайфы и в 13 км от Мегиддо.

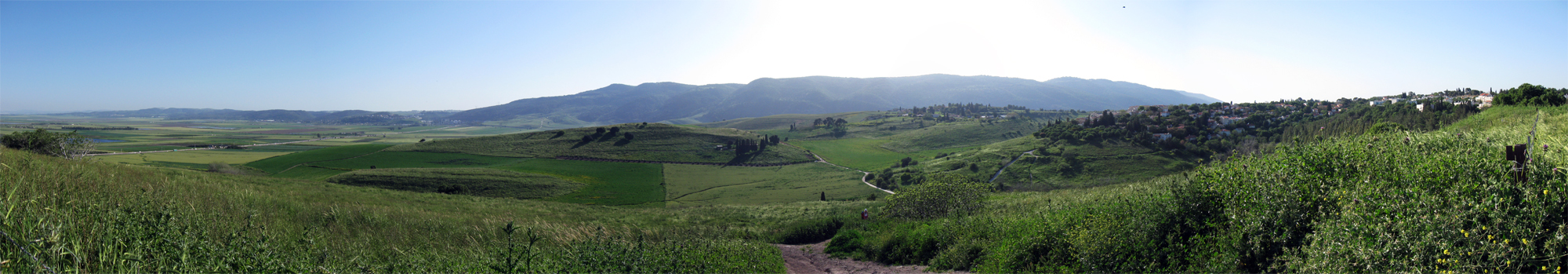

## Флора и фауна хребта Кармель. Государственный заповедник
Осадочные породы, из которых, как было сказано выше, состоит хребет, являются превосходным источником минеральных солей для плодородной почвы. Фантастическое плодородие склонов горы, особенно в сочетании с мягким климатом и большим количеством осадков, было известно ещё в древние века и вошло в легенды.
Как следует из названия горного хребта, в древности на склонах горы Кармель в изобилии рос виноград. Однако мусульмане, властвовавшие над этой местностью без малого тысячу лет, вырубили виноградники, а турки во времена Османской империи вырубали леса, поэтому к началу XX века леса сохранились лишь на небольшой части горного массива. Фонд охраны природы Керен Каемет ле-Исраэль и Государство Израиль прилагают множество усилий, чтобы восстановить леса горы Кармель.

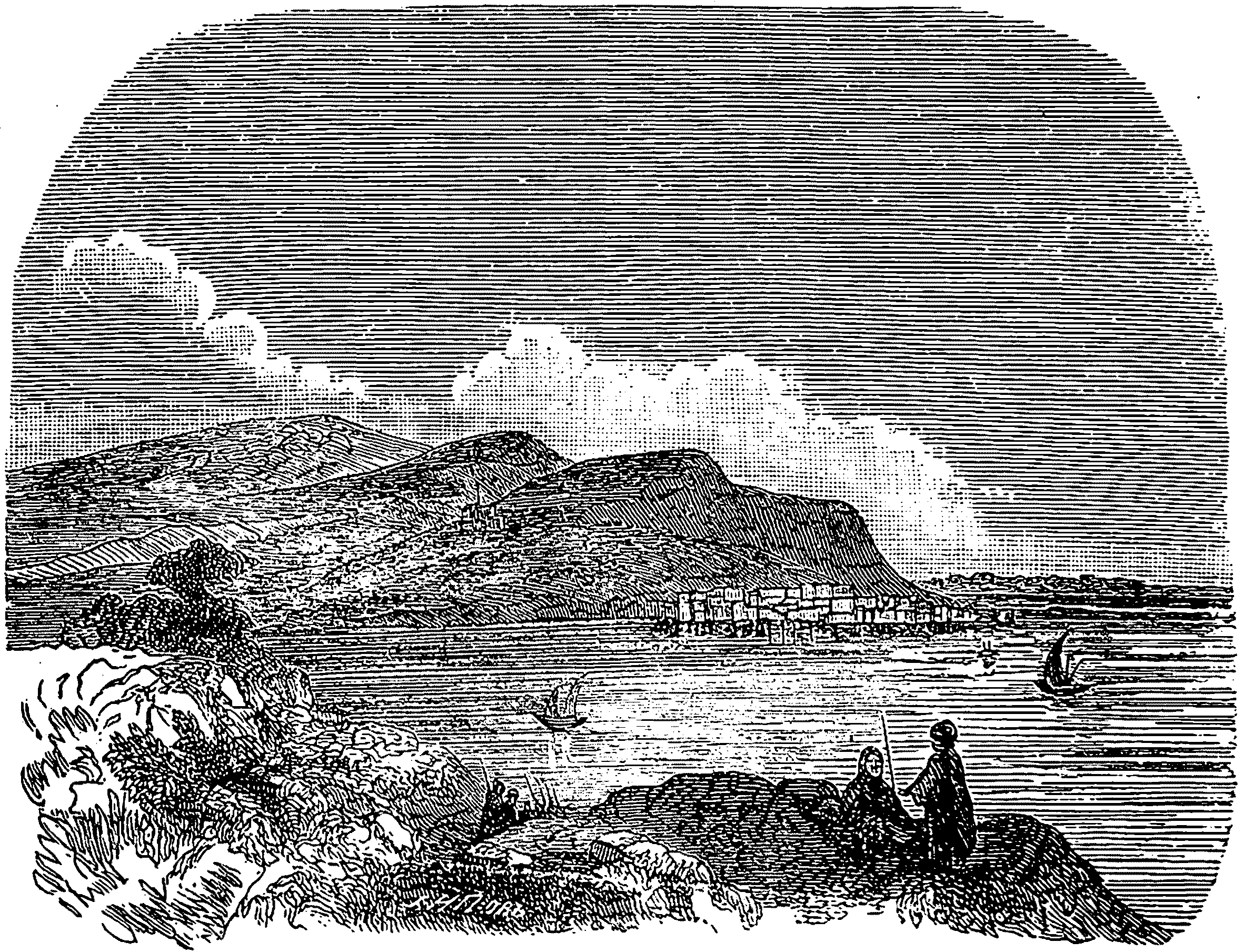
Гора Кармил
(рисунок из «Библейской энциклопедии»)

Сейчас большая часть леса на горе Кармель — это лес из сосны алеппской, высаженный фондом. Однако вследствие страшного лесного пожара весной 2005 года хвойный лес на юго-западных склонах сильно пострадал. На освободившихся площадях собираются высадить лиственные леса, которые, из-за более низкого содержания смолы в деревьях, будут гореть хуже.
В декабре 2010 года на горном хребте вновь случился крупномасштабный пожар (крупнейший в истории Израиля), в результате которого пострадал ряд населённых пунктов. В результате возгорания автобуса с курсантами израильской тюремной службы ШАБАС, попавшего в зону пожара, погибло 44 человека. В ходе пожара было эвакуировано 15 000 жителей, а огонь удалось погасить лишь спустя несколько дней при помощи пожарной авиации (около 30 самолётов), посланной в Израиль рядом стран.
В лесах преобладает алеппская сосна, таворский дуб, фисташковые деревья, встречается дикая маслина. В увлажнённых района встречается лавр. В начале мая склоны гор покрыты зелёной травой, на фоне которой растут алые анемоны (цветы, похожие на маки). Весной цветут розовые и белые цикламены, жёлтые крокусы и колючий ракитник, позже расцветает белый люпин и жёлтая календула. В низинах, вблизи озёр и болот можно увидеть влаголюбивые тропические растения: папирус, олеандры; на поверхности водоёмов — жёлтую и белую кувшинку.
В Кармельских лесах до сих пор водятся дикие кабаны, волки. Очень часто встречается шакал. Часто можно встретить средиземноморскую лисицу. Весьма распространён барсук. Встречается дикобраз. Из грызунов-вредителей можно отметить полёвок, крыс. Встречается также олень благородный, лань, газель, гривастый баран, муфлон, кролики, зайцы. Широка популяция ежей. Искусственно поддерживается популяция орлов. В лесах живут также совы, ястребы, филины, сычи и др. Водятся дикие кошки: одичавшие домашние, рысь, леопард (правда, его численность исчисляется единицами, а величиной он немногим больше обычной кошки). Часто можно встретить даманов.
В лесах сосуществуют десятки видов насекомых. Среди них следует отметить саранчу, богомолов, тараканов. Самые крупные из них имеют в длину до 90 мм, отлично летают и часто приживаются в квартирах. Встречается много видов бабочек. Разнообразны жуки. Распространена медоносная пчела. Следует отметить досаждающих людям москитов, комаров, слепней, мух.

### Национальный парк Кармель
В целях сохранения дикой природы на горе Кармель основан гигантский национальный парк, открытый для туристов. В парке проложено множество пешеходных и велосипедных маршрутов, продолжительность которых — от получаса до 18 часов. Сходить с проложенных и тщательно помеченных дорожек строжайше запрещено. На границе национального парка организованы автомобильные стоянки с кемпингами, туалетами и водопроводом. На этих стоянках разрешается разжигать костры. В пределах парка запрещена ночёвка в палатках. Кроме того, в парке основан заповедник «Хай-Бар Кармель», целью которого является восстановление популяции крупных животных в лесах севера Израиля.

## Кармель и Хайфа

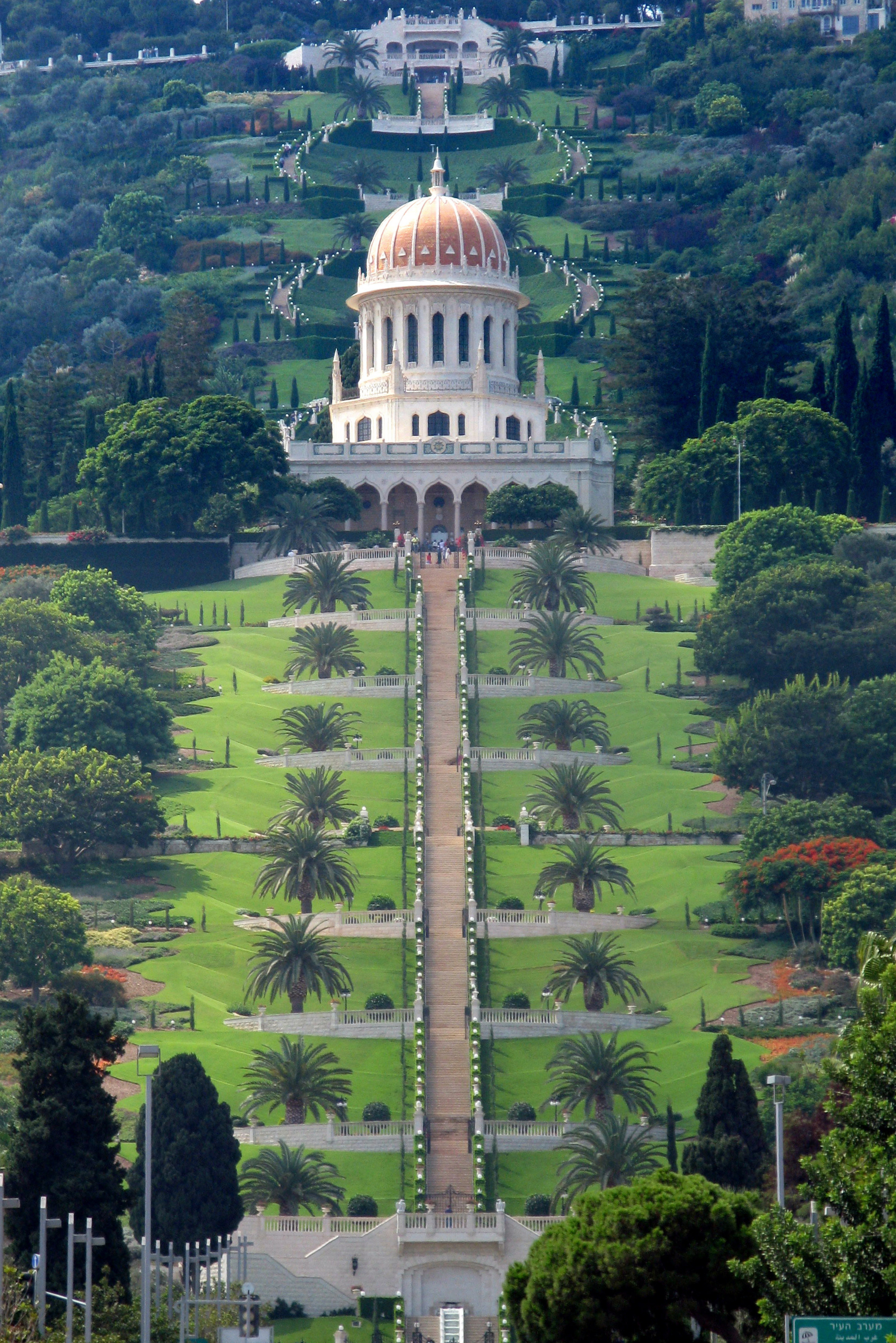
Бахайские сады и усыпальница Баба на склоне горы Кармель

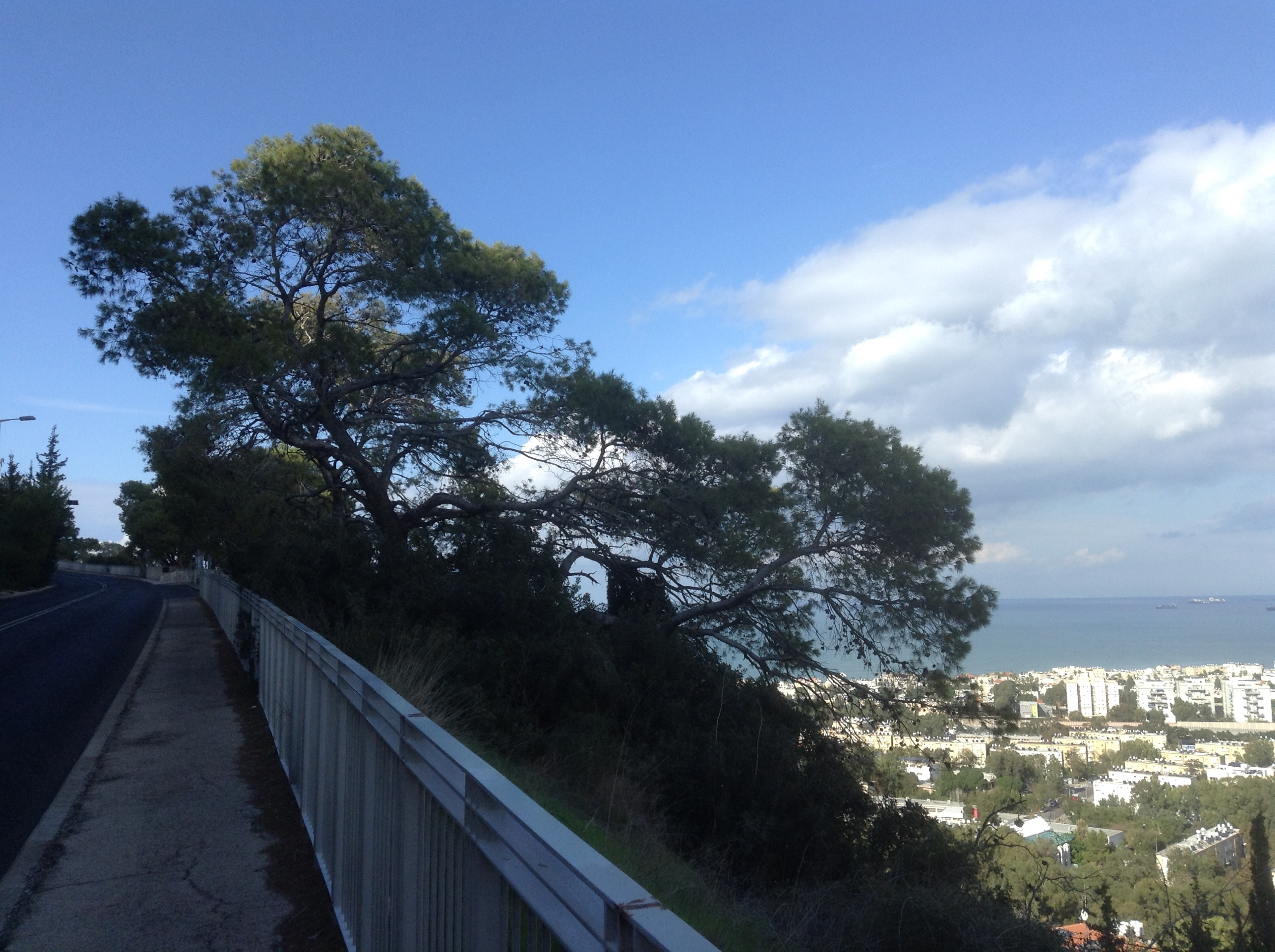
Вид с горы Кармель

Хайфа частично захватывает северо-западную, самую высокую и обрывистую часть хребта Кармель. На отрогах гор построено множество городских районов («Адар» (1909), «Неве Шеанан» (1925)). На самом гребне горы находятся наиболее престижные районы Хайфы «Кармель», «Хорев», «Дэния», Хайфский университет. На северо-западной оконечности хребта — там, где он с высоты в почти 300 метров чуть ли не отвесно спускается к морю, — построен хайфский маяк. Там же находится верхняя станция туристической канатной дороги.
Помимо канатной дороги, покорить гору Кармель в городской черте можно и другими способами. Например, на единственном в Израиле метро «Кармелит». Этот подземный фуникулёр способен преодолеть расстояние от хайфского порта до центра района Кармель примерно за 6 минут.
Третьим способом подняться на гору Кармель является проход по Бахайским садам. 19 террас общей длиной более километра и большой сад, разбитый вокруг возведённой в 1909 году усыпальницы Предтечи Основателя религии Бахаи Баба (настоящее имя Сийид Али-Мухаммад), являют собой праздник красоты, симметрии и торжественного величия в центре промышленного города. По обе стороны от ступеней лестницы текут искусственные ручьи, на верхней и нижней террасах находятся фонтаны. Центральная часть каждой террасы засажена травой зойсия, однолетними цветами, живыми изгородями сантолины и дюранты, кустами и подстриженными деревьями. На боковой зоне каждой террасы посажены засухоустойчивые, не требующие большого ухода суккуленты, олеандры, розмарин, лантана, оливковые деревья, джакаранда (палисандровое дерево), коралловое дерево и плюмерия. Третья зона была оставлена в качестве естественной рощи, которая служит «коридором» дикой природы. На более крутых склонах были использованы засухоустойчивые дёрнообразующие растения: плющ, можжевельник.